# كولن بلاكمان
كولن بلاكمان (9 مارس 1942 في أستراليا - ) (بالإنجليزية: Colin Blackman)‏ هو لاعب كريكت أسترالي.

## وصلات خارجية
- كولن بلاكمان على موقع إي آس بي آن كريك إنفو (الإنجليزية)